# Circondario di Tolmino (1926)
Il circondario di Tolmino era uno dei circondari in cui era suddivisa la provincia del Friuli.

## Storia
Il circondario venne istituito nel 1926 in seguito alla riorganizzazione amministrativa della provincia del Friuli, in vista dell'istituzione della nuova provincia di Gorizia.
Il circondario comprendeva tutti i comuni del soppresso circondario di Idria, cinque comuni del circondario di Gorizia (Gracova Serravalle, Paniqua, Santa Lucia di Tolmino, Tolmino e Volzana) e sedici comuni del soppresso circondario di Cividale (Bergogna, Bretto, Caporetto, Creda, Dresenza, Idresca d'Isonzo, Libussina, Luico, Oltresonzia, Plezzo, Saga, Sedula, Serpenizza, Sonzia, Ternova d'Isonzo e Trenta d'Isonzo).
Il circondario di Tolmino venne soppresso nel 1927 insieme a tutti i circondari italiani; il territorio circondariale divenne parte della nuova provincia di Gorizia.